# Santa Maria de la Roqueta
Santa Maria de la Roqueta és una església romànica del municipi de Sant Martí de Tous (Anoia) protegida com a bé cultural d'interès local.
Es troba en un planell elevat i prop de les ruïnes del castell. La construcció és d'una nau gairebé quadrada i molt petita amb relació a l'absis, coberta amb volta gòtica. L'absis principal exteriorment és poligonal, de nou cares i semicircular a l'interior. Aquest absis presenta un fris sostingut per mènsules llises i tres finestres de doble esqueixada. Comunica amb la nau per un arc presbiteral amb dobles columnes adossades amb capitells. Al costat de tramuntana s'obre una petita absidiola. A la façana de migdia hi ha una porta d'època més moderna i a sobre una pedra amb l'escut dels Cervelló. Conserva algunes pedres esculturades.
A final del segle xii, els Cervelló la feren aixecar, fora del castell, com a parròquia dels seus vassalls. Està molt arruïnada des del segle xix i no conserva el campanar.